# Rinconsaurus caudamirus
Il rinconsauro (Rinconsaurus caudamirus Calvo & González Riga, 2003) era un sauropode vissuto in Argentina durante il Tardo Cretaceo. Scoperta nel 2003, questa specie è finora conosciuta per tre scheletri incompleti. 

## Un gigante in miniatura
Benché fosse vissuto in Argentina, terra di colossi tipo i dinosauri dei generi Argentinosaurus e Puertasaurus, questo dinosauro era "piccolo" in confronto ad essi: lungo 11 metri dalla testa alla coda e alto due e mezzo al garrese, doveva essere una delle prede favorite di carnivori come quelli dei generi Tyrannotitan e Giganotosaurus. Il cranio è finora incompleto e nelle illustrazioni viene preso spunto da sauropodi simili.

## Classificazione
Membro della prosperosa famiglia dei titanosauri, questo sauropode è stato inserito nel 2007 in un nuovo grupo monofiletico di titanosauri Aeolosaurini assieme a Gondwanatitan e Aeolosaurus.